# Francesco Algarotti
Francesco Algarotti (ur. 11 grudnia 1712 w Wenecji, zm. 3 maja 1764 w Pizie) – włoski pisarz, fizyk, matematyk, krytyk i kolekcjoner sztuki oraz filozof oświecenia. Z pochodzenia wenecjanin.

## Życiorys
Jego rodzina mieszkała w weneckim pałacu zbudowanym w 1550 roku, zakupionym w roku 1706 przez Algarottich.
Przyjaciel Voltaire’a i Fryderyka Wielkiego, starannie wykształcony na uniwersytecie w Bolonii (matematyka, geometria, astronomia). Algarotti był też przystojny, wymowny i szarmancki, więc ceniono go jako kompana. Pisał przystępnym językiem, jego najsławniejsza książką była: Newtonianismo per le dame – „Newtonanizm dla pań” (1733). W 1735 roku, wieku 23 lat wyjechał w podróż edukacyjną do Francji, Anglii, Rosji, Prus (w latach 1747–1754 był szambelanem na dworze Fryderyka Wielkiego), Saksonii. Zmarł w Pizie, gdzie potem Fryderyk Wielki wzniósł pomnik ku jego czci.